# Illustrierte Reichsbanner-Zeitung
Die Illustrierte Reichsbanner-Zeitung, ab 1929 Illustrierte Republikanische Zeitung, war eine vom Reichsbanner Schwarz-Rot-Gold zwischen 1924 und 1933 herausgegebene Wochenzeitschrift, die neben den offiziellen Mitteilungen des Reichsbanner-Vorstandes vor allem Artikel zu innen- wie außenpolitischen, historischen, technischen und naturwissenschaftlichen Themen sowie Reise- und Sportberichte veröffentlichte.

## Erscheinen und Auflage
Die Zeitung erschien wöchentlich sonnabends in Magdeburg bzw. ab 1926 in Berlin, bis 1933 der Nationalsozialismus im Zuge des Verbotes des Reichsbanners als republikanisch gesinntem Veteranen- und Kampfverband auch der Zeitung ein Ende setzte. Die erste Ausgabe erschien im November 1924. 1928 erreichte die Illustrierte eine Auflage von 105.000 Exemplaren, 1930 ging sie auf ca. 76.000 zurück.